# Fibrinogen

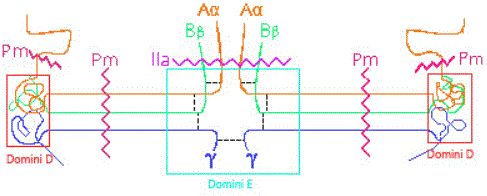
Estructura del fibrinogen, on es poden observar les cadenes alfa, beta i gamma que formen la proteïna.

El fibrinogen és una proteïna formada per tres subunitats anomenades Fibrinogen Alfa (FGA), Fibrinogen Beta (FGB) i Fibrinogen Gamma (FGG), que participa en la formació dels coàguls sanguinis, treballa en l'hemostàsia i també durant les primeres etapes de les reparacions de ferides, per estabilitzar les lesions i guiar les cèl·lules durant les reconstruccions dels teixits.

## Estructura
El fibrinogen és una proteïna de 46 nm de longitud i amb una massa de 340kDa.
És una molècula fibril·lar que en els seus extrems té càrregues fortament negatives. Aquests extrems permeten la solubilitat del compost i també repeleixen altres molècules del compost, prevenint l'agregació. És el responsable de la formació dels coàguls de la sang. Quan es produeix una ferida, es desencadena la transformació del fibrinogen en fibrina gràcies a l'activitat de les plaquetes.
Està format per tres parells de cadenes polipeptídiques: dues cadenes Aα, dues Bβ i dues γ (Aα,Bβ,γ), unides per enllaços disulfur. Aquestes cadenes estan, a més, genèticament lligades i regulades de forma coordinada en l'espècie humana.
Aquestes cadenes són sintetitzades al fetge.
Cadena alfa
És la més llarga de les tres cadenes del fibrinogen: està fromada per 866 aminoàcids. El pèptid senyal va de l'1 al 19, després el fragment fibrinopèptid A (20-35) i tot seguit, la cadena alfa.
A causa de la seva grandària té nombrosos enllaços disulfur i reticulacions (enllaços creuats).
En la seva estructura hi ha llargs fragments en forma de cadena polipeptídica, i també predomina l'estructura secundària en forma d'hèlix-α, malgrat que aquestes no són molt extenses. Hi ha pocs i petits fragments de làmina-β.
La seva funció molecular és la de senyal d'enllaç del receptor.
Cadena beta
Aquesta cadena és molt més curta que l'alfa: conté 491 aminoàcids, repartits entre el pèptid senyal, el fragment fibrinopèptid B i la cadena beta. Només té ponts disulfur i la seva estructura secundària està formada principalment per làmines-β i poques però grans hèlix-α.
Funciona com a enllaç de xaperona i com a senyal d'enllaç de receptor.
Cadena gamma
Cadena de 453 aminoàcids només amb dues regions (a diferència de les alfa i beta): el pèptid senyal i la cadena gamma en sí. Té enllaços disulfur i alguna reticulació.
Té una estructura on es combinen les hèlix-α amb les làmines-β, aquestes últimes, més nombroses i de mida petita.
Facilita la unió de molècules d'adhesió cel·lular, intervé en l'activitat d'homodimerització de proteïnes i també funciona com a senyal d'enllaç receptor.

## Síntesi del fibrinogen

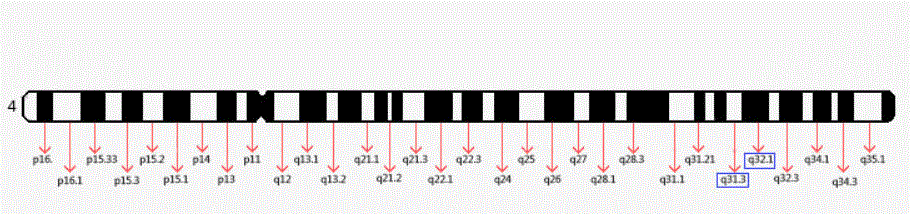
Cromosoma 4, on podem observar el gens FGB i FGA, que corresponen a la regió q31.3 i el gen FGG, que correspon a la regió q32.1.

La síntesi de fibrinogen és desencadenada gràcies a l'expressió dels gens fibrinògens FGB, FGA i FGG; els quals actuen molt restringidament en la formació d'aquesta proteïna. L'activació dels gens té la finalitat de mantenir un nivell eficient de proteïnes plasmàtiques en la sang i formar un grup d'ARNm per cada cadena.
El gen FGA proporciona instruccions per elaborar una proteïna anomenada cadena A de fibrinogen (Aα), la qual és una subunitat del conjunt de la biomolècula.
A més, el gen FGB codifica el component beta del fibrinogen. Aquesta cadena Bβ és una glicoproteïna que, transmesa a la sang, consta de tres parells de cadenes polipeptídiques no idèntiques.
Seguidament, dins la cadena de gens que elaboren la proteïna, es troba el gen FGG que activa la fabricació de la cadena de fibrinogen gamma (γ).
D'aquesta manera, a partir de la cadena A alfa de fibrinogen -la qual s'adhereix a dues altres proteïnes (subunitats): la cadena fibrinògena B beta (Bβ) produïda pel gen FGB i la fibrinògena gamma (γ) gràcies a l'expressió del gen FGG-, es forma el fibrinogen funcional a partir de la unió de dos complexos d'aquestes tres proteïnes.
El fibrinogen plasmàtic es sintetitza principalment en el reticle endoplasmàtic dels hepatòcits i en el muntatge de les tres cadenes (A alfa, B beta i gamma), que són acoblades mitjançant ponts disulfur; formant d'aquesta manera un dímer de sis cadenes.
Seguidament, en l'aparell de Golgi es completa la seva maduració mitjançant processos de glucosilació, sulfatació, fosforilació i adquisició d'àcid siàlic.
Finalment, el fibrinogen entra a la plaqueta mitjançant la unió dels receptors α2Bβ3 (també anomenada glucoproteïna IIb/IIIa), que són els receptors plaquetaris pel fibrinogen.

### Mutacions genètiques
Les mutacions en els gens poden causar una deficiència en els precursors del fibrinogen per alteració de diversos mecanismes: a nivell de l'ADN, d'ARN, afectant l'empalmament o l'estabilitat del ARNm, o a nivell de la proteïna, afectant la síntesi, el muntatge o la secreció de proteïnes.
Els trastorns de fibrinògens congènits es classifiquen en dos tipus de defectes de fibrinògens plasmàtics: tipus I (deficiències quantitatives de fibrinogen), en què hi ha nivells d'antigen de fibrinogen baix o absent. En aquest tipus de mutacions, la majoria eviten la producció de proteïnes. Igualment, a vegades, es permet la síntesi de la cadena de fibrinògens mutants encara que la seva secreció intracel·lular es trobi deteriorada. Per altra banda, en els defectes de tipus II (deficiències qualitatives de fibrinogen), hi ha nivells d'antígens normals o reduïts associats a una activitat funcional desproporcionadament baixa. En les mutacions dels trastorns quantitatius, la majoria eviten la producció de proteïnes; estan associats amb sagnat, trombosi o trombosi i sagnat, però majoritàriament són asimptomàtics.

## Funció biològica
El fibrinogen és una glicoproteïna que participa en la coagulació de la sang quan té lloc una hemorràgia.
Quan es produeix un tall en les cèl·lules que formen els vasos sanguinis, les plaquetes que viatgen pel torrent sanguini s'acumulen al tall per poder aturar l'hemorràgia. Això es produeix per la interacció de les plaquetes amb el col·lagen, el qual es troba fora dels vasos sanguinis. Malgrat tot, aquest “tap de plaquetes” no es suficientment fort per mantenir-se, sinó que és necessari un reforç de fibrina, la qual es polimeritza al lloc on s'ha produït el tall. Aquesta fibrina prové del fibrinogen, que circula per la sang, i quan es produeix un tall, interacciona un enzim anomenat proteasa trombina, que es capaç d'atacar l'amino-terminal de les cadenes Aα i Bβ i donar lloc a les fibres de fibrina i dos polipèptids petits (fibrinopèptids). Aquest enzim divideix els enllaços arginina-glicina de manera que la glicina es queda com a aminoàcid N-terminal a les dues cadenes. Cada molècula de fibrina s'uneix a quatre més, per la interacció del domini E de la primera fibrina amb el domini D de les altres quatre, formant oligòmers. L'acumulació dels oligòmers forma els protofibrils, els quals són xarxes tridimensionals de fibrina, i són, pròpiament, el coàgul sanguini.
Així doncs, el fibrinogen és un precursor de la fibrina i permet la no formació de coàguls en el flux sanguini no desitjats, ja que les molècules de fibrinogen no es poden polimeritzar. A més, també equilibra el factor de coagulació XIII de la fibrina que participa en la fase final de la hemostàsia: guiant a la migració cel·lular per a la reepitelització i formant una xarxa estable que constitueix el coàgul sanguini.

### El fibrinogen i el sistema immunològic
El receptor principal del fibrinogen en la superfície dels leucòcits és αMβ2 (també anomenat CD11b/CD18 o Mac-1) a través del qual els leucòcits poden integrar-se al coàgul en el lloc de la lesió agrupant-se amb la biomolècula.
A més, aquesta biomolècula participa en processos d'inflamació. El procés inflamatori és causat principalment per la seva interacció amb leucòcits a través de receptors de superfície (integrines). Addicionalment, quan hi ha una infecció, el fibrinogen i la fibrina poden físicament atrapar i limitar els bacteris, evitant el seu creixement i propagació; és per aquesta raó que els bacteris que alliberen enzims fibrinolítics són més patogènics.

### Aplicacions biomèdiques
El fibrinogen s'aplica en pacients amb alt risc d'hemorràgia després d'una prostatectomia perquè redueix el risc de pèrdua de sang i, per tant, la necessitat d'una transfusió sanguínia; a més a més, no presenta cap efecte secundari en la coagulació de la sang.
D'altra banda, la monitorització de fibrinogen és d'utilitat per predir la pèrdua de sang durant les infusions amb activador de plasminogen tissular de les extremitats inferiors (tPA), per a la trombosi perifèrica arterial o venosa. La raó per la qual s'utilitza aquest mètode és que els nivells de fibrinogen inferiors a 150 mg/dl estan directament relacionats amb un major risc d'hemorràgia.
Altrament, la concentració de fibrinogen també es indicador de la força del coàgul sanguini (MCE), ja que ambdós son dependents un de l'altre. La concentració de fibrinogen és millor indicador que la concentració de plaquetes, perquè quan la força de coàgul és máxima, la concentració de plaquetes ja s'ha estabilitzat en un valor.